# Hydrellia varipes
Hydrellia varipes är en tvåvingeart som beskrevs av Lamb 1912. Hydrellia varipes ingår i släktet Hydrellia och familjen vattenflugor.
Artens utbredningsområde är Seychellerna. Inga underarter finns listade i Catalogue of Life.